# 100 de milioane î.Hr.
100 de milioane î.Hr. (denumire originală 100 Million BC, cunoscut ca Jurassic Commando în Franța) este un film SF de acțiune din 2008 direct pe DVD produs The Asylum. Filmul este regizat de Griff Furst după un scenariu de Paul Bales. În rolurile principale interpretează Michael Gross, Christopher Atkins, Greg Evigan și Stephen Blackehart. Filmul încearcă să se bucure de succesul financiar al filmului 10 000 î.Hr. (este un mockbuster).

## Prezentare
Un om de știință care a participat la Experimentul Philadelphia conduce o echipă a marinei americane înapoi în timp în perioada Cretacicului pentru a salva o prima echipă trimisă înapoi în timpul anii 1940. Lucrurile scapă de sub control deoarece la întoarcere prin portal trece și un dinozaur gigant care începe să atace lumea din centrul orașului Los Angeles.

## Distribuția
- Michael Gross - Dr. Frank Reno
- Christopher Atkins - Erik Reno
- Greg Evigan - LCDR Ellis Dorn
- Stephen Blackehart - Lt. Robert Peet
- Geoff Mead - CPO Lopes
- Wendy Carter - Betty
- Marie Westbrook - Ruth
- Dean Kreyling - Chief "Bud" Stark
- Phil Burke - Stubbs
- Nick McCallum - Burke
- Aaron Stigger - Manriquez
- Daniel Ponsky - Jones
- James Viera - Przyzicki
- Dustin Harnish - Young Frank Reno
- Prince Pheenix Wade - Myrick